# Салиши (дворянский род)
Салиши (пол. Salisz) — дворянский род.
Выехавшие из Пруссии. Карл Салиш, «за непоколебимую верность Престолу, всемилостивейшею Грамотою государя Императора и Царя Николая I, 1834 года июня 27 (июля 9) дня, награждён обывательскими правами и дворянским достоинством Царства Польского».

## Описание герба
В красном поле, с правой стороны золотая змея обвившаяся вокруг железной полосы, а с левой правое коршуново крыло.
В навершии шлема три страусовые пера.